# 宣道會鄭榮之中學

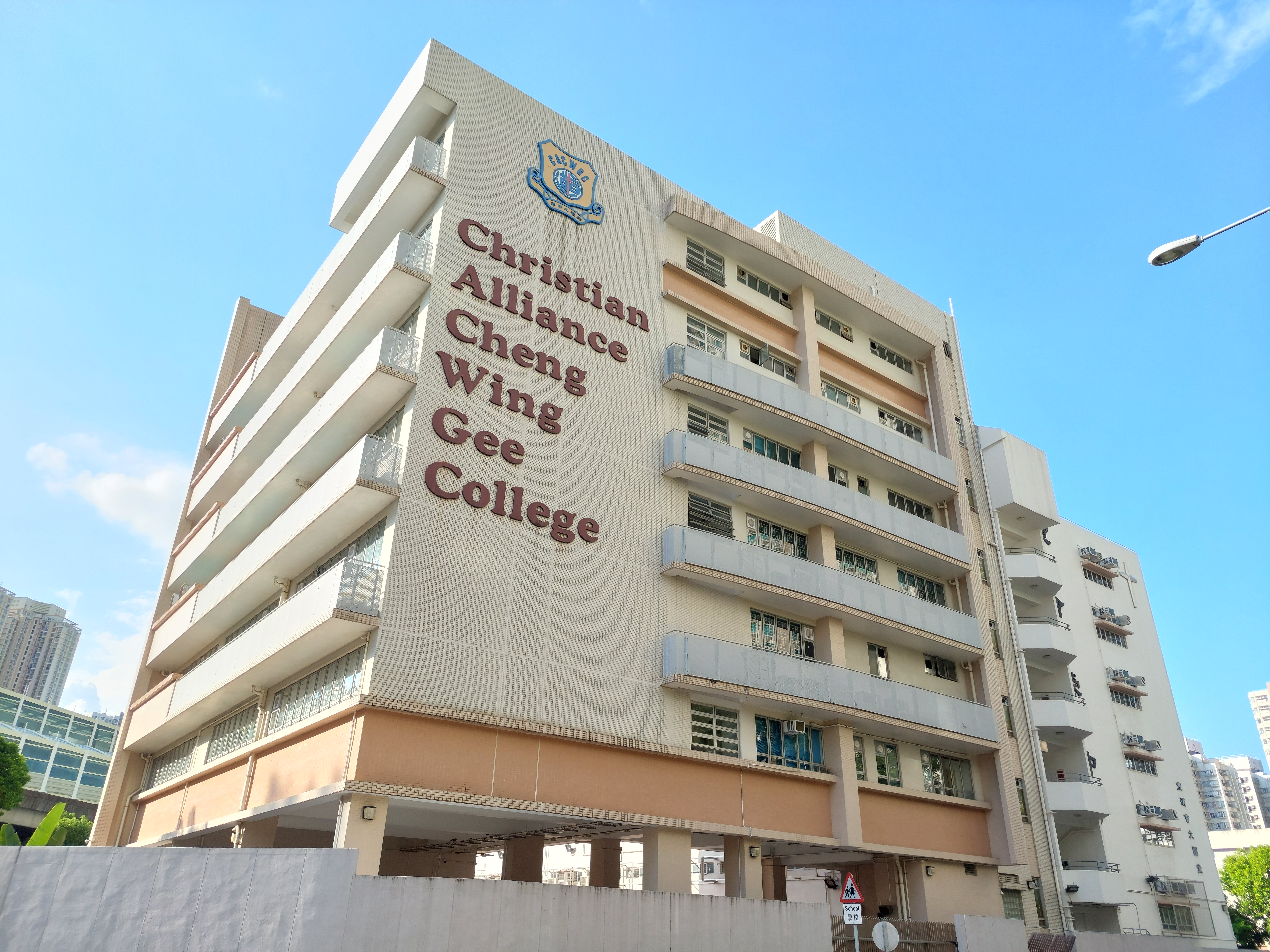
鄭榮之中學鄭謝如蘭樓

香港九龍塘基督教中華宣道會鄭榮之中學（英語：Christian Alliance Cheng Wing Gee College)，學校文件上簡稱宣道會鄭榮之中學，日常簡稱（鄭榮之、CACWGC或CWGC作為)，位於香港新界沙田區大圍積運街12至14號，因與同街的酒家新強記相鄰，故一直有師生會暱稱學校為「鄭記」（與鄭植之中學暱稱相同），為沙田區其中一所中學。

## 歷史
此校建校申請於1982年2月獲得受理，並於兩年後正式開辦。由於校舍尚未完工，在1984年9月至1985年1月需借用秦石邨前佛教明珠學校（現已停辦）校舍開設中一級別，其後才遷入永久校舍。
而在1994年，因應同系宣道中學遷校屯門，此校連同另外兩間九龍城區中學，負責接收該校舊址的升中六學生。
於1998年，此校曾一度被評為不適合繼續以英語授課。經上訴後，此校成功推翻教育署決定，直至2022年才因應微調政策，改為中、英文混合制。

## 歷任校長
| 任期      | 校長       |
| 1984–1990 | 李伯雄先生 |
| 1990–2005 | 袁國禧先生 |
| 2005–2009 | 郭啟明先生 |
| 2009–2020 | 陳嘉麗女士 |
| 2020–現在 | 沈啟誠先生 |

## 校訓
|  | 敬畏耶和華是智慧的開端， 認識至聖者便是聰明。 The fear of the Lord is the beginning of wisdom, and knowledge of the Holy One is understanding. |

## 收生及班級結構
- 收生方面
  - 校內大部份中一新生是由香港教育局實施的香港中學學位分配辦法中招收，另一部份則是在自行分配學位中招收。
  - 而宣道會陳元喜小學學生曾因是同一辦學團體，而有派位分數增加。但至2016年起，此校與宣道會陳元喜小學脫離「聯繫學校」關係。
- 班級結構方面
  - 宣道會鄭榮之中學在校學生約1000人（2014–2015學年為941人），分佈於27個班別。中一至中六設A、B、C、D共4個班別，每班約30-35人。
  - 在2020/21學年，隨着出生率當年的急增，本年中 一入學生則分為A、B、C、D、E共5個班別，每班約30–35人。
  - 在2022/23學年，由於取錄達標學生不足，該校無法維持「全開英文班」，中一會開設有中文班。班級結構是中一4班，中二4班，中三5班，中四4班，中五4班，中六4班，總計全校共開25班。
    - 在歷年中一至中三分班程序中，大多數以D班英語成績為首，B班為次，餘下為A、C班平均分配。A、C班為小班教學（人數比D、B班少 約30人以下）在現時中一至中三分班中，以A班為首，B班為次，餘下C、D班平均分配

## 教學語言
- 該校曾經為香港特別行政區的114所，也是沙田區的14所英中之一。除中國語文、中國歷史、中國文學、中國語文及文化、普通話、個人成長教育、通識教育及聖經外，其餘所有科目均使用英文作為教學語言。
- 2009年：自沙田區適齡人口下降，沙田區英中學額不變下，較容易進入英中，個別學校無法保持收生質素。同年，教育局推行第一周期「微調中學教學語言」政策，鄭榮之與同區的天主教郭得勝中學需要開設中文班。[4][5][6][7]
- 2010年4月：鄭榮之中學與天主教郭得勝中學參與自願優化班級結構計劃，作出「自願減班」安排，令鄭榮之中學在2012–13學年重新開設全英語班級（四班）。[8][9]
- 2021年：就教育局推行第三周期「微調中學教學語言」政策，中一每班有22名「全港成績前列40%」學生，便可開設一班英文班該校接獲政府通知，因該校取錄達標學生不足，新學年起不能「全開英文班」。成為全港七所要由「英文中學」「落車」學校之一。校長沈啟誠先生，在2021年12月31日，以「特別通知」向家長交代「落車」事宜，該校由2022–23學年中一起，設3班英文班及1班中文班[10][11]。

## 辦學宗旨
本著基督精神，透過合一的教職員團隊，推行靈、德、智、體、群、美六育並重的全人教育，讓學生在滿有鼓勵和支持的環境中，建立自信、自律、自學精神，同時使他們認識福音、明道守禮、慎思明辨、貢獻國家及榮神益人。

## 四社
● 誠社、● 信社、● 德社、● 善社

## 科目

### 中一至中二
- 19/20學年以前科目
  - 英語教學：英國語文、數學、綜合科學、 世界歷史、地理、電腦認知、視覺藝術、音樂、體育、設計與科技、科技與生活
  - 中文教學：中國語文、中國歷史、普通話、通識教育、聖經
- 20/21學年科目（因應通識教育改動，低年級的通識教育轉為生活與社會科）
  - 英語教學：英國語文、數學、綜合科學、世界歷史、地理、電腦認知、視覺藝術、音樂、體育、設計與科技、科技與生活
  - 中文教學：中國語文、中國歷史、生活與社會、普通話、聖經

### 中三選科
- 19/20學年以前選科科目
  - 必修科：中國語文、通識教育、英國語文、數學、體育、聖經
  - 文科：中國歷史 、地理
  - 理科：物理、化學、生物
  - 商科：企業會計與財務概論、經濟
  - 其他科目：資訊及通訊科技丶設計與應用科技
- 20/21學年選科科目（因應通識教育的變改，校方強制要求20/21中三學生讀三科）
  - 必修科：中國語文、公民與社會發展科、聖經、英國語文、數學、體育
  - 文科：中國歷史、中國文學、地理
  - 理科：物理、化學、生物
  - 商科：企業會計與財務概論、經濟
  - 其他科目：資訊及通訊科技 倫理與宗教、日語、視覺藝術

## 爭議事件
- 2015年12月16日（丟棄獎杯風波）：傳媒報道，該中學於當年暑假時間整理校內空間，將把自1984年創校以來，22年間的獎盃丟棄，僅保留近10年的獎盃。引起校友不滿，隨後於在社交網站Facebook發起聯署投訴學校的處理手法。[14]
- 2021年8月（一言堂風波）：有傳媒透露，該校在2021/22學年有超過30名教師離職，佔全校教師人數一半，教師離職對學生造成很大影響，其中有學生來年文憑試需應考的 6 科當中 5 科的任教老師都會離職，文章指消息人士認為該校校長管理是加速教師的離職的原因。[15]
- 2024年3月（換校服風波）：事源東莞工商總會劉百樂中學於2022年9月把夏季男校服褲，從啡色轉為深藍色，鄰近宣道會鄭榮之中學男校服相似，該校在2024年3月以「維持本校學生模樣及學校形象」通知男校褲顏色將會更換，已便區分劉百樂中學學生。有部份學生表示學校在2018學年期間已經重新更換校服形象，兩次更換時間並不長。消息一出，在社交媒體上惹來爭議，以該事抨擊學校，此舉是否是歧視Band 3學生。[16][17]

## 著名/傑出校友
- 朱敏瀚：無綫電視藝員[註 2]
- 李雋文︰八仙嶺山火生還者，香港中國婦女會馮堯敬紀念中學轉校生。
- 韓國忠（Sam Han）：香港著名星級髮型師[18]
- 思遠：2006年會考十優尖子[19]
- 成珈瑩：前無綫電視童星[來源請求]
- 胡子彤：第36屆香港電影金像獎最佳新演員、現役香港棒球員、演員[20]
- 袁潤林：香港男子賽艇運動員
- 梁超怡：2022年度香港小姐競選季軍
- 周璞初：香港著名玄學家

## 交通
港鐵
- █  東鐵綫、 █  屯馬綫：大圍站G出口

巴士
- 46P、46S、46X、72A、80、80K、81S、82K、85、86B、88K

## 參閱
- 九龍塘宣道會
- 宣道會陳瑞芝紀念中學
- 宣道中學

## 外部連結
- 宣道會鄭榮之中學官方網站（页面存档备份，存于）
- http://www.cwgc.edu.hk/ （页面存档备份，存于）
- https://www.schooland.hk/ss/cwgc （页面存档备份，存于）